# Terp
Terp – sztucznie usypany pagórek, występujący głównie w terenach pozalewowych, oraz na obszarach poddanych polderyzacji. Na terpach wznoszono budynki mieszkalne i gospodarcze w ramach dodatkowej ochrony przeciwpowodziowej osuszonego obszaru. W Polsce terpy występują głównie na obszarze Żuław Wiślanych. Terpy i ich nazwa pochodzą z Holandii, z zachodniofryzyjskiego terp, które pierwotnie oznaczało wioskę i odpowiada między innymi niemieckiemu Dorf.